# Мичич, Стеван
Стеван Мичич (серб. Стеван Мићић; род. 4 апреля 1996, Меса, Аризона) — сербский борец вольного стиля, чемпион мира 2023 года, призёр чемпионатов мира и Европы, серебряный призёр Европейских игр 2019 года, участник Олимпийских игр 2020 года в Токио.

## Биография
Родился в 1996 году в США, в городе Меса (Аризона), в семье выходцев из Югославии (его дед родился в 1919 году в Амайлие). В 2015 году, выступая за США, завоевал бронзовую медаль чемпионата мира среди юниоров.
С 2018 года выступает за Сербию, откуда родом его предки. В 2018 году стал бронзовым призёром чемпионата Европы в Каспийске. В 2019 году завоевал серебряную медаль Европейских игр в Минске.
В феврале 2020 года на чемпионате континента в итальянской столице, в весовой категории до 57 кг Стеван в схватке за бронзовую медаль поборол спортсмена из Армении Миграна Джабуряна и завоевал бронзовую медаль европейского первенства.